# Condé-sur-Seulles
Condé-sur-Seulles és un municipi francès situat al departament de Calvados i a la regió de Normandia. L'any 2007 tenia 231 habitants.

## Demografia

### Població
El 2007 la població de fet de Condé-sur-Seulles era de 231 persones. Hi havia 83 famílies de les quals 20 eren unipersonals (12 homes vivint sols i 8 dones vivint soles), 16 parelles sense fills, 39 parelles amb fills i 8 famílies monoparentals amb fills.
La població ha evolucionat segons el següent gràfic:
Habitants censats

### Habitatges
El 2007 hi havia 88 habitatges, 83 eren l'habitatge principal de la família, 3 eren segones residències i 2 estaven desocupats. 87 eren cases i 1 era un apartament. Dels 83 habitatges principals, 63 estaven ocupats pels seus propietaris, 16 estaven llogats i ocupats pels llogaters i 4 estaven cedits a títol gratuït; 4 tenien dues cambres, 9 en tenien tres, 15 en tenien quatre i 55 en tenien cinc o més. 72 habitatges disposaven pel capbaix d'una plaça de pàrquing. A 24 habitatges hi havia un automòbil i a 51 n'hi havia dos o més.

### Piràmide de població
La piràmide de població per edats i sexe el 2009 era:
| Homes | Edats   | Dones |
| ----- | ------- | ----- |
| 0     | 95 o +  | 0     |
| 0     | 90 a 94 | 0     |
| 0     | 85 a 89 | 0     |
| 0     | 80 a 84 | 0     |
| 8     | 75 a 79 | 0     |
| 4     | 70 a 74 | 8     |
| 0     | 65 a 69 | 4     |
| 4     | 60 a 64 | 0     |
| 0     | 55 a 59 | 12    |
| 4     | 50 a 54 | 8     |
| 12    | 45 a 49 | 4     |
| 4     | 40 a 44 | 4     |
| 4     | 35 a 39 | 4     |
| 16    | 30 a 34 | 12    |
| 4     | 25 a 29 | 4     |
| 0     | 20 a 24 | 0     |
| 4     | 15 a 19 | 4     |
| 8     | 10 a 14 | 8     |
| 4     | 5 a 9   | 8     |
| 4     | 0 a 4   | 16    |

## Economia
El 2007 la població en edat de treballar era de 146 persones, 117 eren actives i 29 eren inactives. De les 117 persones actives 107 estaven ocupades (61 homes i 46 dones) i 10 estaven aturades (2 homes i 8 dones). De les 29 persones inactives 11 estaven jubilades, 13 estaven estudiant i 5 estaven classificades com a «altres inactius».

### Ingressos
El 2009 a Condé-sur-Seulles hi havia 81 unitats fiscals que integraven 235,5 persones, la mediana anual d'ingressos fiscals per persona era de 18.267 €.

### Activitats econòmiques
Dels 8 establiments que hi havia el 2007, 3 eren d'empreses de construcció, 3 d'empreses de comerç i reparació d'automòbils, 1 d'una empresa d'hostatgeria i restauració i 1 d'una empresa immobiliària.
Dels 3 establiments de servei als particulars que hi havia el 2009, 1 era un guixaire pintor, 1 lampisteria i 1 restaurant.
L'únic establiment comercial que hi havia el 2009 era una floristeria.
L'any 2000 a Condé-sur-Seulles hi havia 6 explotacions agrícoles.

## Poblacions més properes
El següent diagrama mostra les poblacions més properes.